# Kirn
Kirn est une ville allemande de 8 200 habitants située dans la vallée de la Nahe et dans le Land de Rhénanie-Palatinat.
La ville fait partie de l'arrondissement de Bad Kreuznach et est sans en dépendre le siège de la commune fusionnée du Pays de Kirn. Connue pour la production de cuir et de bière, Kirn était la capitale des Wild- et Rhingraves, les princes de Salm-Kyrbourg, jusqu'à son annexion par la France dans les années 1790.
Pour ces raisons, la ville de Kirn est aujourd'hui le principal centre historique et économique de toute une région du Hunsrück sur la Nahe.

## Géographie

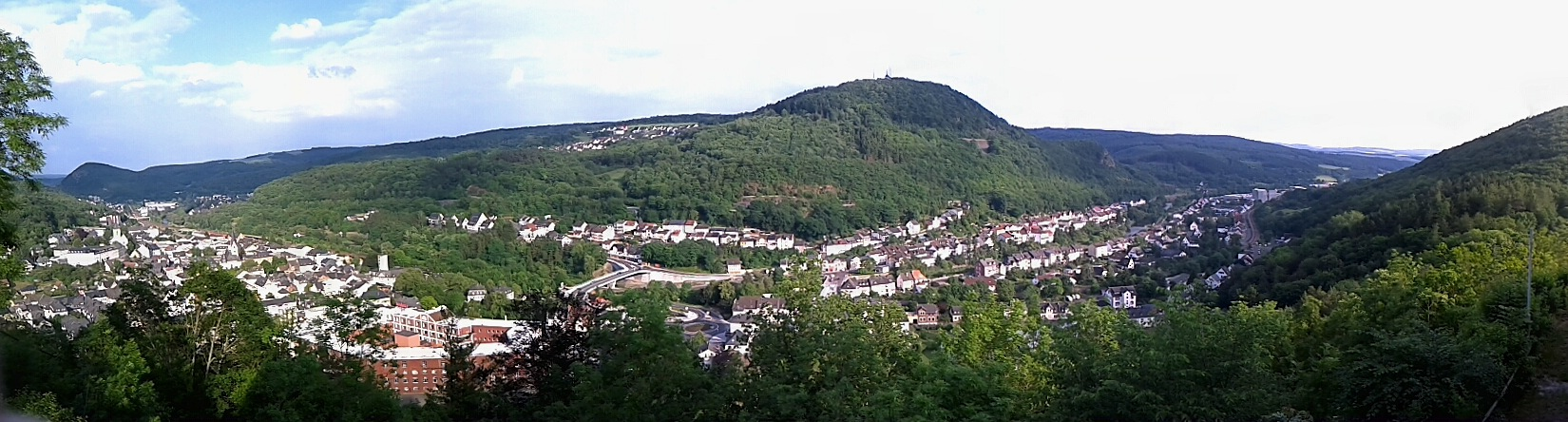
Vue panoramique de la ville

Dominée par son château dit Kyrburg, Kirn se situe dans la vallée de la Nahe, au niveau de son point de confluence avec le Hahnenbach. La ville se trouve au milieu du carré formé par Kaiserslautern, Trèves, Coblence et Mayence, au sud du massif du Hunsrück. Elle est distante d'un vingtaine de kilomètres d'Idar-Oberstein et d'une trentaine de son chef-lieu Bad Kreuznach.

## Histoire
Située au carrefour d'importantes vieilles routes marchandes, la ville de Kirn sur la Nahe s'est développée à partir d'un établissement préhistorique. Son nom, probablement hérité du Kyrbach (ruisseau à l'origine du Hahnenbach) et de sa racine celtique Kyr (« eau »), pourrait aussi venir du vieil allemand Kere ou Kire voulant dire moulin. Sa situation sur le Hahnenbach et la Nahe firent de Kirn une localité à dominante fluviale; les deux cours d'eau étaient utilisés comme routes de transport et servaient au tannage du cuir, à la pêche et même au brassage de la bière.
Kirn est mentionnée pour la première fois en 841 sous la forme ’'Chira (Kirchberg est similairement mentionnée Chiriperg) dans des documents de l'abbaye de Foulde. Au Xe siècle, les comtes saliens font des émichonides leurs vassaux et leur accordent le Nahegau. Avec le partage du Nahegau et à partir d'un château construit sur le Kyrberg, une des lignées de ces émichonides prend à partir de 1100 le titre de « Wildgraves de Kyrbourg ». C'est depuis cette forteresse dominant Kirn qu'ils gèrent leurs possessions entre Moselle et Pfrimm.
Après l'extinction de la lignée en 1408, les Rhingraves héritent du comté et prennent le nom de Wild- et Rhingraves. Vers la fin du XVe siècle, ils héritent par mariage de la moitié du comté de Salm, et prennent le titre de comtes de Salm ou de Salm-Kyrbourg. Par la suite, Jean VI, comte de Salm, acquiert par mariage avec Jeanne de Moers-Sarrewerden, un quart des droits sur la baronnie de Fénétrange ainsi que la seigneurie de Diemeringen. Au début du XVIIe siècle, les comtes suppriment le servage à Kirn, et la ville devient le premier lieu du Rhingraviat à abriter une bourgeoisie libre.
Jusqu'à l'annexion par la France en 1794, Kirn reste la capitale de ces Wild- et Rhingraves. Durant les dernières années de leur règne, ces derniers construisirent de somptueux bâtiments au centre-ville que l'on peut encore admirer aujourd'hui.
Après la Révolution, la ville ainsi que tout le reste de la rive gauche du Rhin deviennent français. Sous administration française, Kirn est érigé en chef-lieu d'un canton de l'arrondissement de Simmern et du département de Rhin-et-Moselle.
Après le congrès de Vienne en 1815, la ville est attribuée au royaume de Prusse. Sous administration prussienne, elle fait successivement partie du Grand-Duché du Bas-Rhin (1815-1822) et de la Province de Rhénanie (1822-1945). Elle obtient le droit de ville en 1857.
Après la Première Guerre mondiale, Kirn fait partie de la zone d'occupation alliée en Rhénanie. Après la Seconde Guerre mondiale, elle fait partie de la zone d'occupation française en Allemagne. Le Land de Rhénanie-Palatinat est créé en 1946 sur les bases de cette zone d'occupation.
Le 7 juin 1969, les deux communes de Kallenfels et Kirn-Sulzbach sont rattachées à Kirn.

## Jumelages
Kirn est jumelée avec les villes suivantes :
- Fontaine-lès-Dijon (France) depuis 1986
- Marange-Silvange (France) depuis 2010

## Sports
- VfR Kirn, club de football de la ville, fondé le 16 juillet 1907.

## Culture locale et patrimoine

### Lieux et monuments

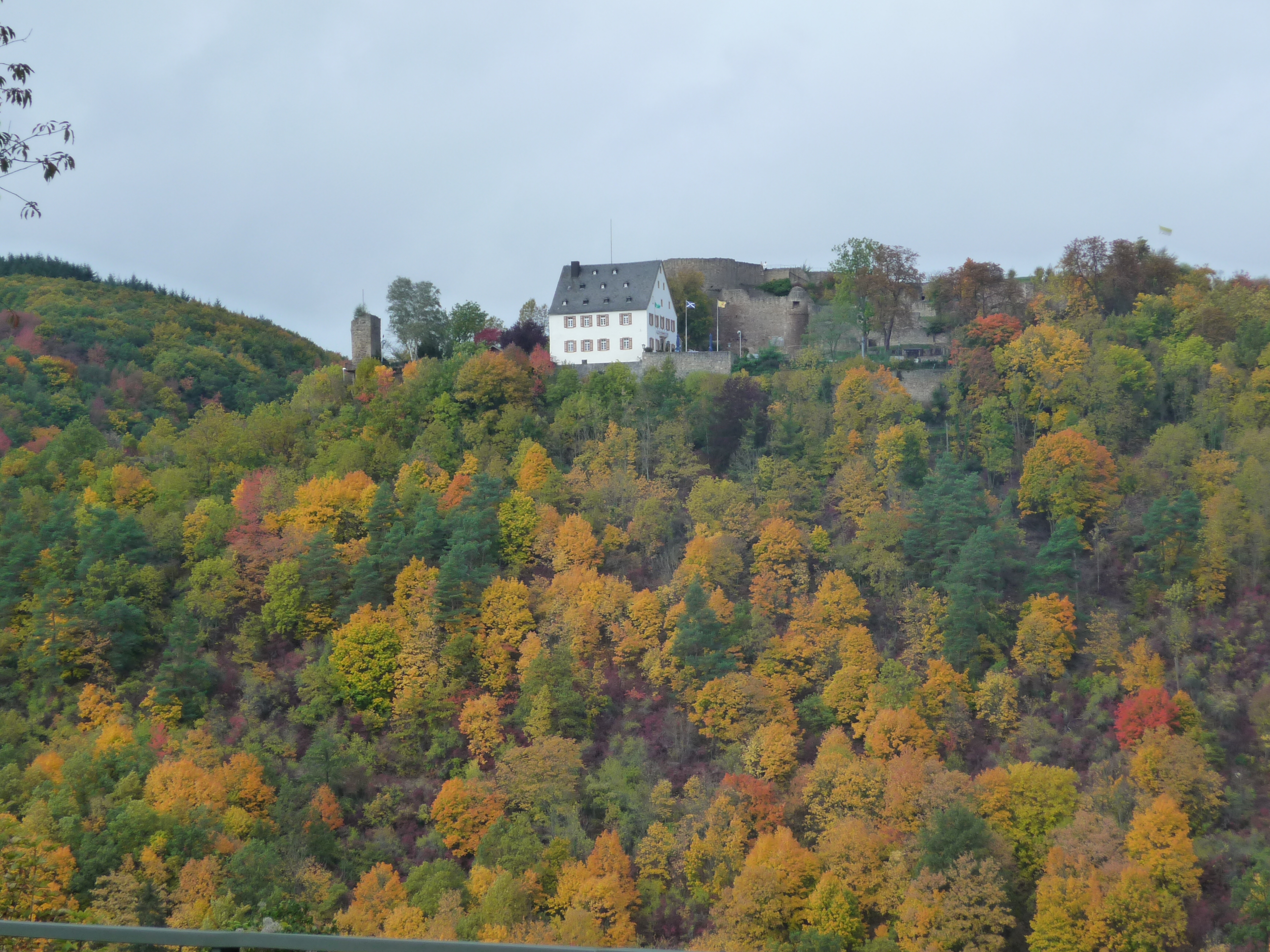
Le château en ruines dit Kyrburg.
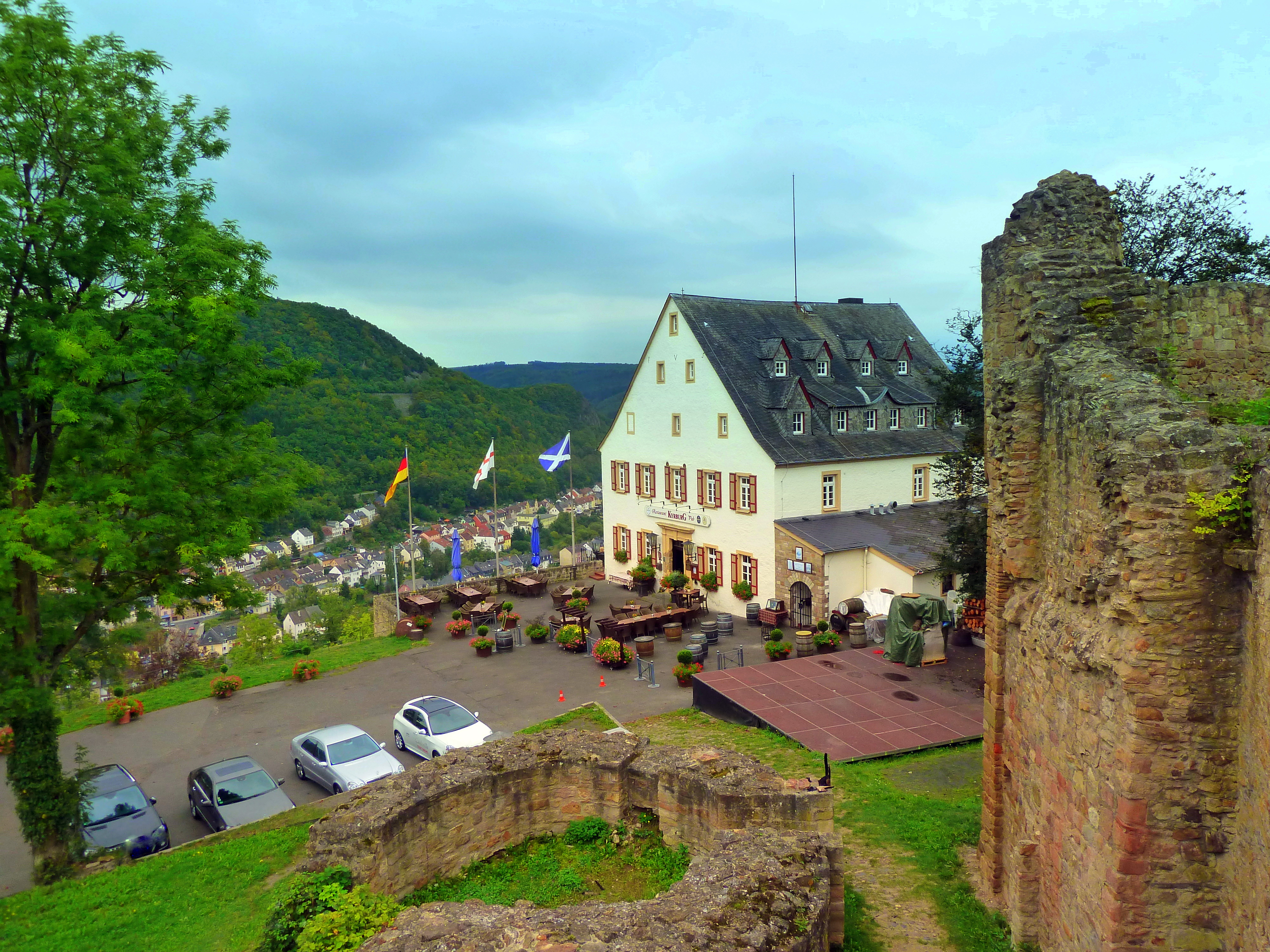
Le restaurant du Kyrburg.
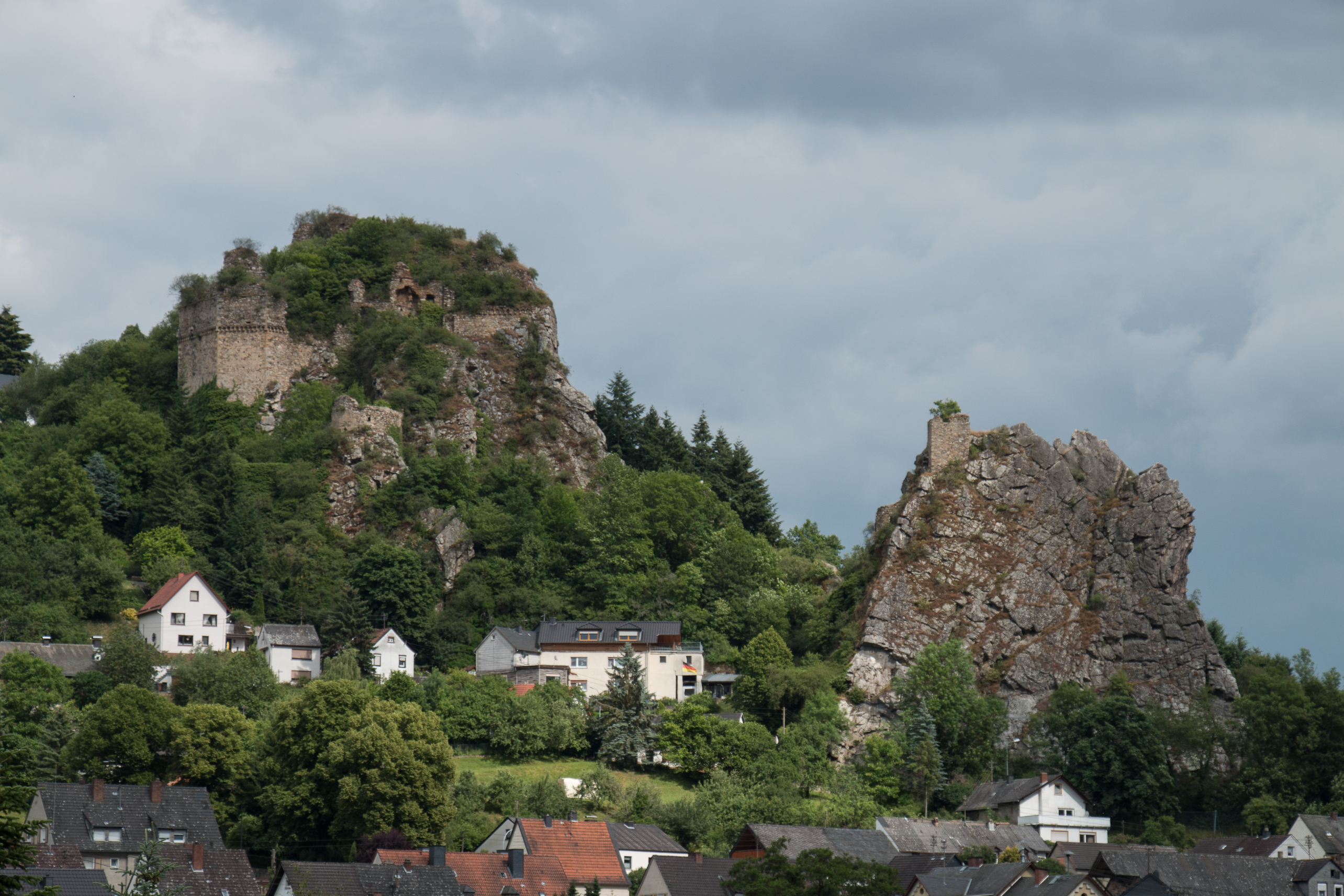
Le château en ruines dit Steinkallenfels.
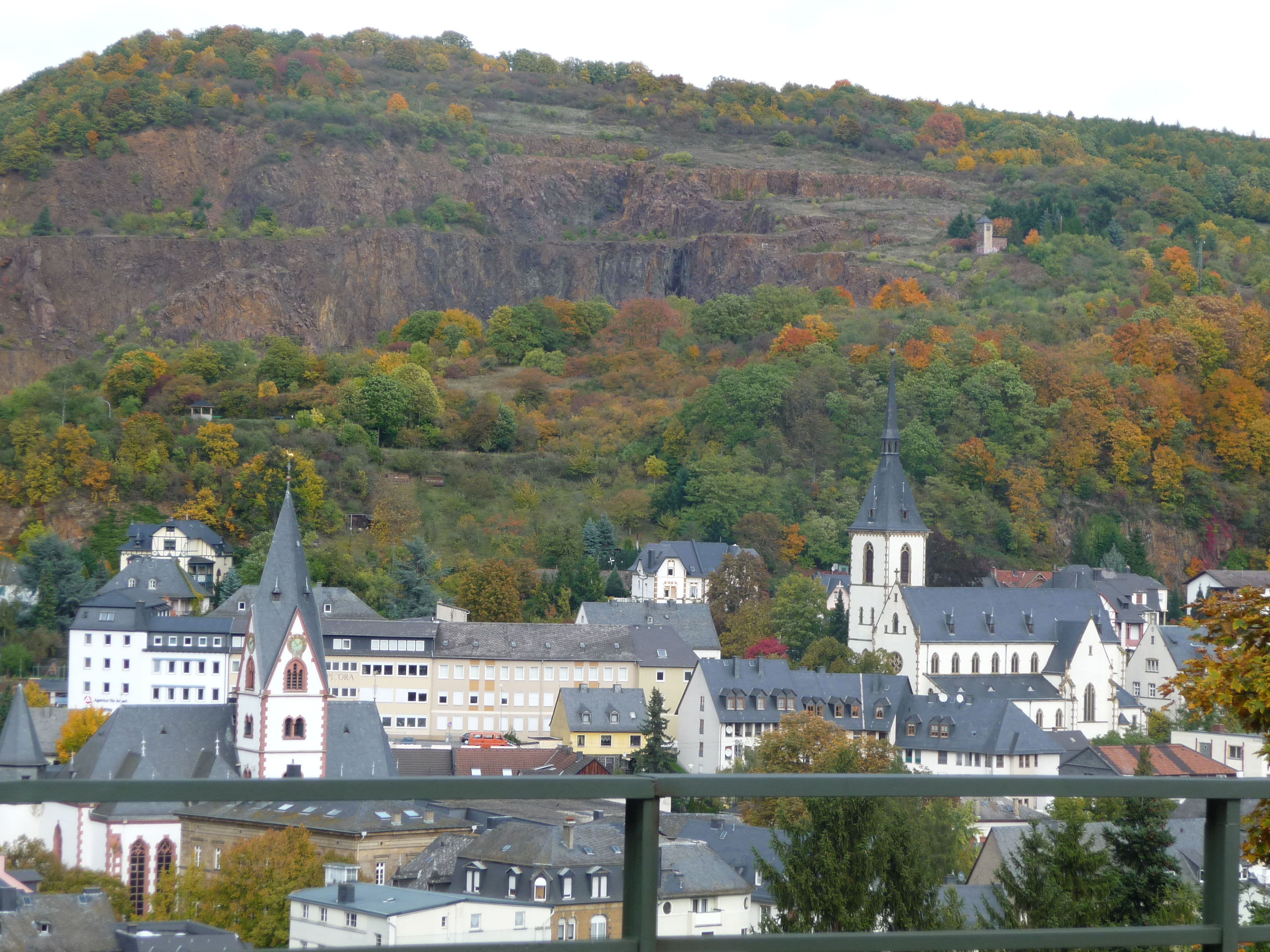
Les églises protestante et catholique.
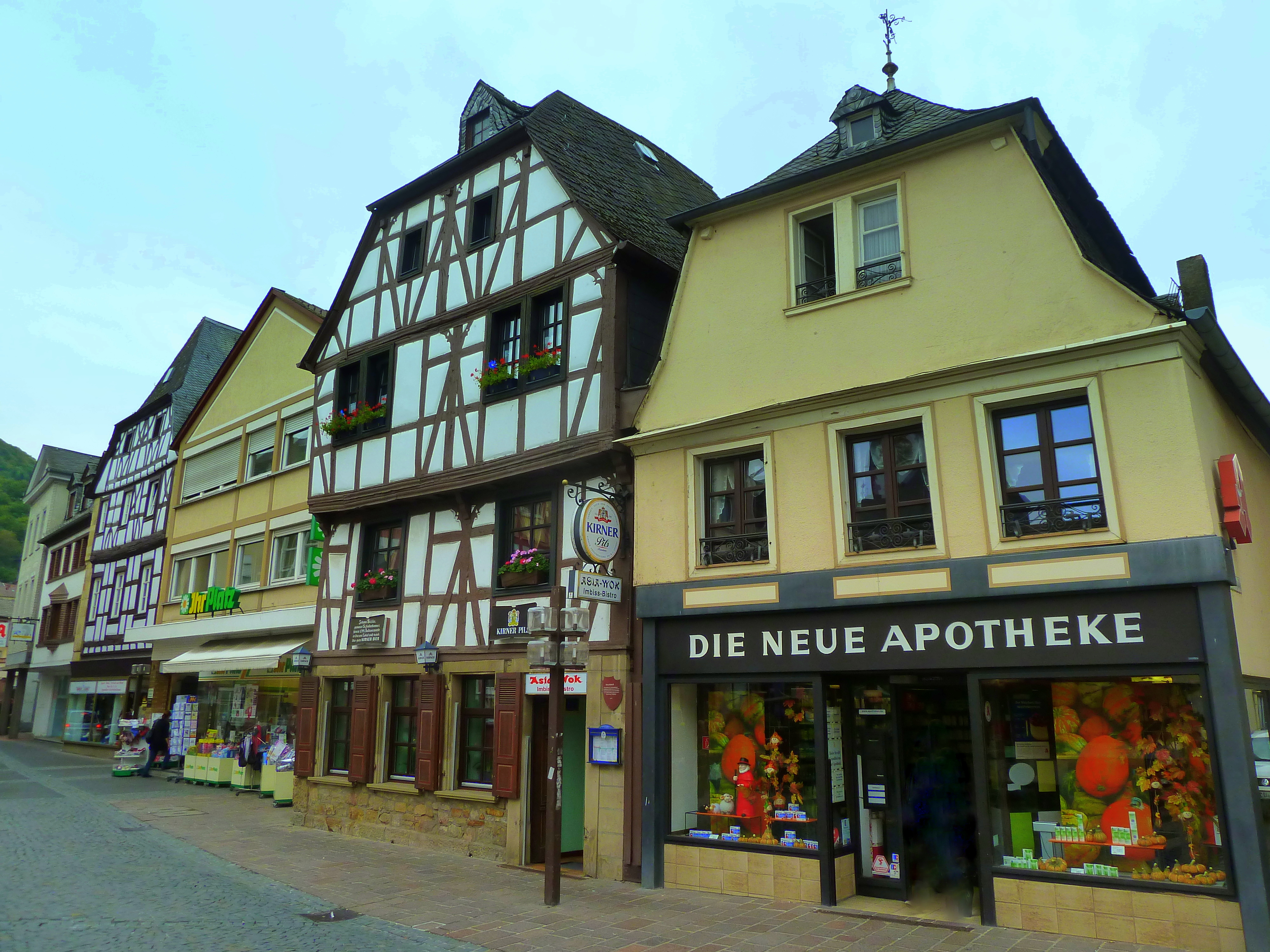
La place du marché.
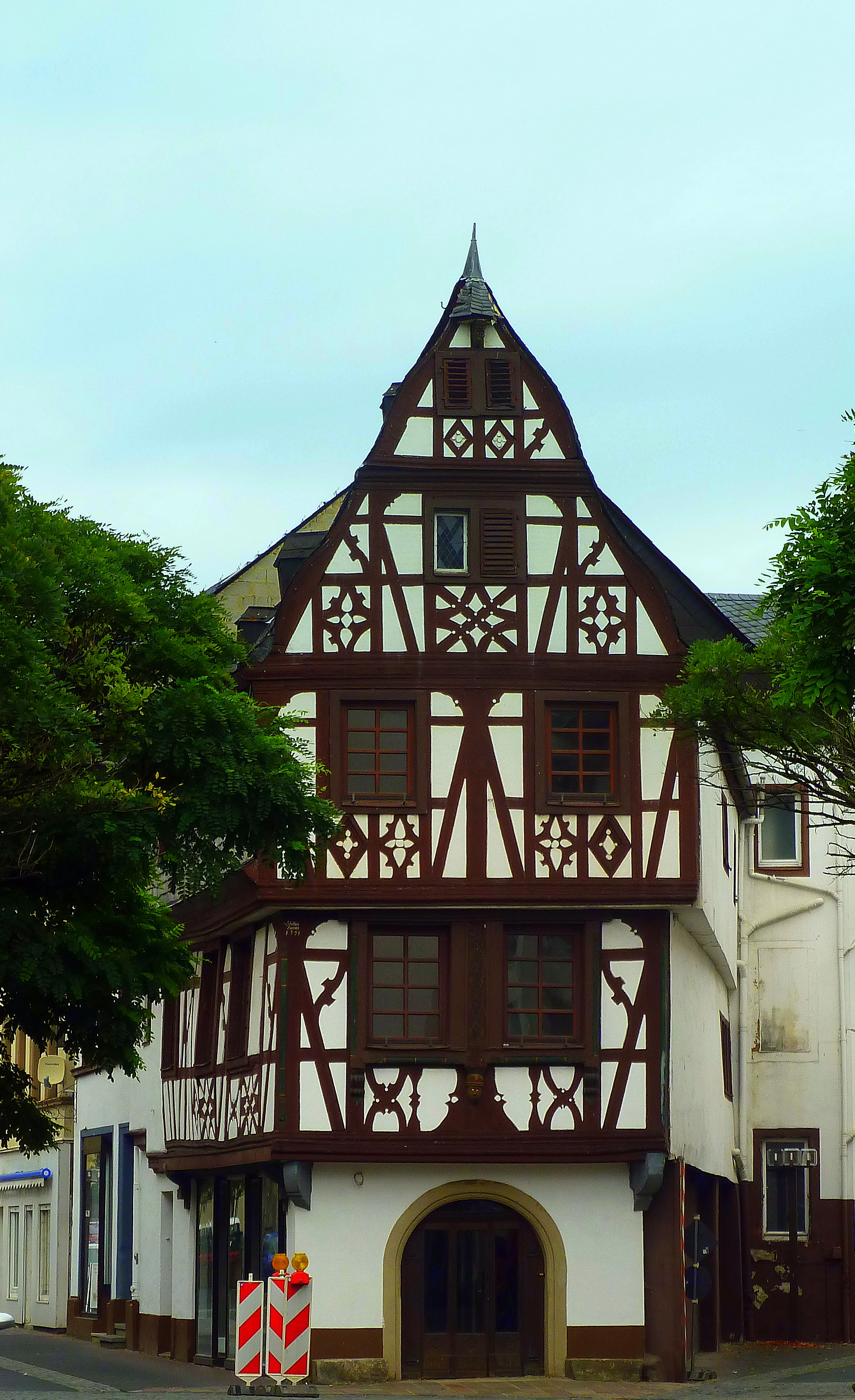
L'ancienne pharmacie sur la place du marché.
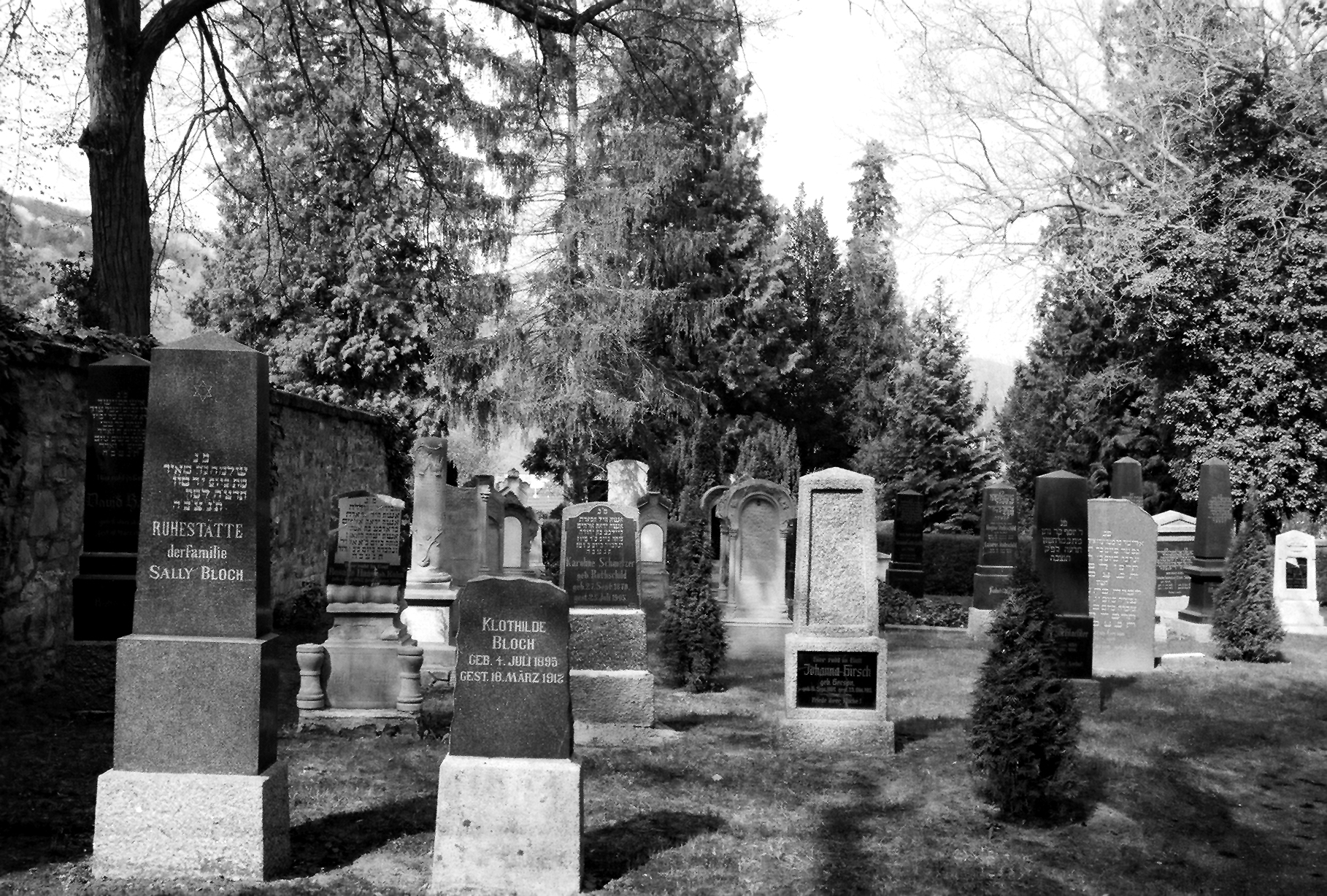
Le cimetière juif.

### Dialecte
Le dialecte local est appelé Kirner Platt. La ligne dat-das, frontière séparant les dialectes franciques mosellans des dialectes franciques rhénans, passe directement à l'ouest et au nord de Kirn. Cette proximité immédiate de la frontière dialectale explique les différentes spécificités du patois de Kirn, qui hérite à la fois de caractéristiques venant de la première famille de dialectes et de caractéristiques venant de la seconde. Pour cette raison, il est difficile de classer le dialecte de Kirn dans l'une de ces deux familles plutôt que dans l'autre.

### Personnalités liées à la commune
- Jean Philippe Kraemer (1721-1787), orfèvre strasbourgeois, né à Kirn en 1721.
- Frank Farian, de son vrai nom Franz Reuther, auteur-compositeur-interprète et producteur né à Kirn le 18 juillet 1941.
- Jeanne Françoise de Hohenzollern-Sigmaringen, princesse consort de Salm-Kyrbourg décédée à Kirn le 23 août 1790.
- Ernst Hoppenberg, nageur allemand, double champion olympique en 1900, décédé à Kirn le 29 septembre 1937.
- Fabian Schönheim, footballeur allemand né à Kirn le 14 février 1987.
- Le célèbre criminel allemand Johannes Bückler (1778-1803), mieux connu sous le surnom de Schinderhannes, s'arrêtait souvent dans les environs de Kirn.